# Рецидивізм
Рецидив (лат. що відновлюється, повторюється) — це вчинення нового умисного кримінального правопорушення особою, яка має судимість за умисне кримінальне правопорушення (ст. 34 КК). Оскільки рецидив — це повторність кримінальних правопорушень, пов'язана з засудженням за попереднє кримінальне правопорушення, йому насамперед властиві ознаки, характерні для повторності. Це такі ознаки:
1. рецидив відбувається там, де особою вчинено два або більше самостійних і тільки умисних кримінальних правопорушень;
2. при рецидиві кожен з вчинених злочинів утворює собою одиничне кримінальне правопорушення (різні його види);
3. кримінальні правопорушення, що створюють рецидив, обов'язково віддалені один від одного певним проміжком часу, іноді дуже тривалим (так званий рецидив, віддалений у часі). Проте, рецидив має і свою, тільки йому властиву ознаку, що відрізняє його від фактичної повторності. Такою ознакою є судимість;
4. факт судимості створюється обвинувальним вироком суду, що вступив в законну силу із призначенням винному певного покарання. Протягом строку покарання, а в ряді випадків і протягом певного проміжку часу після відбуття покарання, існує судимість як певний правовий стан. Вчинення особою нового умисного кримінального правопорушення протягом строку судимості, тобто протягом строку покарання або протягом певного строку після його відбуття і створює рецидив кримінальних правопорушень. Вчинення нового кримінального правопорушення протягом строку судимості має у теорії назву легального рецидиву. У КК закріплене саме поняття легального рецидиву, тобто такого рецидиву, що відповідно до прямих вказівок закону утворюється наявністю судимості за раніше вчинене умисне кримінальне правопорушення.

Якщо ж судимість за раніше вчинене умисне кримінальне правопорушення погашена або знята у встановленому законом порядку (ст. 89 і ст. 91 КК), рецидив вчинене кримінального правопорушення виключається.
Законодавець кваліфікує рецидив як ознаку окремих кримінальних правопорушень, їх описано як :
1. вказівку на попередню судимість (наприклад, ч. 3 ст. 296);
2. вказівку на повторність злочину (наприклад, ч. 2 ст. 185). Вже говорилося, що скрізь, де закон говорить про повторність, є і рецидив злочинів.

Іноді в літературі вживають поняття фактичного або кримінологічного рецидиву, під яким розуміють фактичну повторність, тобто повторність, не пов'язану із засудженням за раніше вчинене умисне кримінальне правопорушення. Вважається, що поняття фактичного рецидиву зайве, тому що воно ототожнює рецидив з повторністю, тоді як рецидив небезпечніший вид множинності, ніж фактична повторність. Саме легальний рецидив вирізняється з усіх видів множинності своєю більшою суспільною небезпечністю.

## Види рецидиву кримінальних правопорушень (кримінальних проступків і злочинів)
У літературі існують різні класифікації рецидиву. Так, виділяють рецидив проступків, нетяжких, тяжких і особливо тяжких злочинів, рецидив однорідних і різнорідних правопорушень тощо. Найбільш прийнятною є класифікація рецидиву за характером кримінальних правопорушень, кількістю судимостей, ступенем суспільної небезпечності. Саме з урахуванням цих ознак далі розглянемо види рецидиву.
Залежно від характеру кримінальних правопорушень, що входять у рецидив, він поділяється на такі два види:
1. загальний рецидив;
2. спеціальний рецидив.

Загальний рецидив — це такий рецидив, у який входять різнорідні кримінальні правопорушення, тобто не тотожні за родовим або безпосереднім об'єктом і ті, що мають різні форми вини. Це, наприклад, випадок, коли особа має судимість за заподіяння умисного тілесного ушкодження і протягом строку судимості вчиняє шахрайство, або коли особа, маючи судимість за крадіжку, вчиняє хуліганство тощо. Загальний рецидив не впливає на кваліфікацію злочину, але розглядається за п. 1 ст. 67 як обставина, яка обтяжує покарання.
Спеціальним називається рецидив, у який входять тотожні або однорідні кримінальні правопорушення, тобто однакові за складом або такі, що мають тотожні або подібні безпосередні об'єкти і вчинені при одній і тій же формі вини. Наприклад, особа, раніше засуджена за хуліганство, знову вчиняє хуліганство або, маючи судимість за шахрайство, вчиняє крадіжку або вимагання.
Спеціальний рецидив є небезпечнішим, ніж рецидив загальний, у ньому найбільшою мірою виявляється антисоціальна спрямованість особи на вчинення нових кримінальних правопорушень. Саме спеціальний рецидив передбачений в окремих статтях Особливої частини КК як кваліфікуюча ознака кримінальних правопорушень.
Залежно від кількості судимостей рецидив поділяється на два види: простий і складний.
Простий рецидив є в тих випадках, коли особа має дві судимості. Наприклад, маючи судимість за крадіжку, особа вчиняє вимагання, за яке теж засуджується, крадіжку і хуліганство тощо
Складний, або багаторазовий, рецидив — це рецидив злочинів, при якому особа має три і більше судимості. Наприклад, три судимості за крадіжку або судимості за хуліганство, вимагання і крадіжку тощо.
Простий і складний рецидив можуть утворювати загальний або спеціальний рецидив або їх комбінації. Так, за наявності трьох судимостей за крадіжку маємо спеціальний і одночасно складний рецидив, за наявності судимостей за хуліганство, грабіж і крадіжку — сполучення в багаторазовому рецидиві рецидиву загального і спеціального.
За ступенем суспільної небезпечності виділяють пенітенціарний рецидив і рецидив тяжких і особливо тяжких злочинів.
Пенітенціарний рецидив відбувається там, де особа, яка була засуджена до позбавлення волі, знову вчиняє протягом строку судимості новий злочин, за який знову засуджується до позбавлення волі. Пенітенціарний рецидив відомий чинному законодавству. Великого значення надається пенітенціарному рецидиву при розв'язанні питання про умовно-дострокове звільнення. Так, якщо для умовно-дострокового звільнення потрібно відбуття не менше половини строку покарання, призначеного вироком, то при пенітенціарному рецидиві — не менше двох третин цього строку. У пункті 2 ч. 3 ст. 81 КК передбачено, що умовно-дострокове звільнення може бути застосоване після відбуття не менше двох третин призначеного строку покарання до особи, що раніше відбувала покарання у виді позбавлення волі за умисний злочин і до погашення або зняття судимості знову вчинила умисний злочин, за який вона засуджена до позбавлення волі. У таких ситуаціях особи, які вчинили злочин у віці до вісімнадцяти років, можуть бути умовно достроково звільнені на підставі п. 2 ч. 3 ст. 107 після фактичного відбуття не менше половини строку призначеного покарання, хоча за загальним правилом вони підлягають звільненню після фактичного відбуття не менше однієї третини цього строку. Відповідно до п. 3 ч. 3 ст. 81 особи, які були звільнені умовно-достроково і знову вчинили умисний злочин протягом невідбутої частини покарання підлягають умовно-достроковому звільненню після фактичного відбуття не менше трьох чвертей строку покарання. Неповнолітні в таких випадках повинні відбути не менше двох третин призначеного їм строку позбавлення волі (п. 3 ч. 3 ст. 107).
Рецидив тяжких і особливо тяжких злочинів — це рецидив, при якому особа, маючи судимість за один з таких злочинів, знову вчиняє, незалежно від їх послідовності, новий такий же злочин. Такий рецидив впливає на кваліфікацію злочинів. Наприклад, особа, яка була раніше засуджена за розбій, і знову, до погашення судимості, засуджена за новий розбій або бандитизм, відповідає за ч. 2 ст. 187. Рецидив особливо тяжких злочинів при сукупності вироків дає можливість призначити остаточне покарання в межах до 25 років позбавлення волі.

## Кваліфікація рецидиву кримінальних правопорушень
Рецидив кримінального правопорушення у випадках, передбачених законом, впливає на кваліфікацію правопорушення. Це, перш за все, стосується спеціального рецидиву. У багатьох статтях Особливої частини КК попередня судимість прямо вказана як кваліфікуюча ознака. Тому, коли ця ознака встановлена в справі, вона повинна отримати своє вираження у кваліфікації злочину Так, хуліганство, вчинене особою, яка вже має судимість за хуліганство, кваліфікується за ч. 3 ст. 296. Крім того, там де в законі вживається термін повторність, він включає і рецидив. Так, одержання хабаря особою, яка раніше була засуджена за хабарництво, утворює спеціальний рецидив і кваліфікується за ознакою повторності за ч. 3 ст. 368.
Рецидив, якщо він не передбачений у статті Особливої частини КК як кваліфікуюча ознака, відповідно до п. 1 ст. 67 визнається обставиною, яка обтяжує покарання.